# Halowe Mistrzostwa Europy w Lekkoatletyce 1971 – bieg na 1500 m mężczyzn
Bieg na 1500 metrów mężczyzn – jedna z konkurencji biegowych rozgrywanych podczas halowych lekkoatletycznych mistrzostw Europy w hali Festiwalna w Sofii. Eliminacje zostały rozegrane 13 marca, a bieg finałowy 14 marca 1971. Zwyciężył reprezentant Polski Henryk Szordykowski, który tym samym obronił tytuł zdobyty na poprzednich mistrzostwach.

## Rezultaty

### Eliminacje
Rozegrano 4 biegi eliminacyjne, do których przystąpiło 24 biegaczy. Awans do finału dawało zajęcie jednego z pierwszych dwóch miejsc w swoim biegu (Q).
Opracowano na podstawie materiału źródłowego.
Bieg 1
| Miejsce | Zawodnik            | Czas   | Uwagi |
| ------- | ------------------- | ------ | ----- |
| 1       | Gianni Del Buono    | 3:49,1 | Q     |
| 2       | Bram Wassenaar      | 3:49,7 | Q     |
| 3       | Henry Gustafsson    | 3:52,0 |       |
| 4       | José Maria Alonso   | 3:56,3 |       |
| 5       | Mehmet Tümkan       | 3:57,8 |       |
| 6       | Edmond Van Houwenis | 4:00,6 |       |

Bieg 2
| Miejsce | Zawodnik            | Czas   | Uwagi |
| ------- | ------------------- | ------ | ----- |
| 1       | Henryk Szordykowski | 3:45,8 | Q     |
| 2       | Michaił Żełobowski  | 3:45,9 | Q     |
| 3       | Pierre Toussaint    | 3:49,6 |       |
| 4       | Haico Scharn        | 3:50,1 |       |
| 5       | Pekka Vasala        | 3:52,1 |       |
| 6       | Alberto Esteban     | 4:00,8 |       |

Bieg 3
| Miejsce | Zawodnik             | Czas   | Uwagi |
| ------- | -------------------- | ------ | ----- |
| 1       | Wołodymyr Pantelej   | 3:47,7 | Q     |
| 2       | Walter Wilkinson     | 3:49,0 | Q     |
| 3       | Jan Kondzior         | 3:50,4 |       |
| 4       | Jože Međimurec       | 3:53,0 |       |
| 5       | Spilios Zacharopulos | 3:57,2 |       |
| 6       | Juan Borraz          | 1:52,7 |       |

Bieg 4
| Miejsce | Zawodnik        | Czas   | Uwagi |
| ------- | --------------- | ------ | ----- |
| 1       | Ulf Högberg     | 3:46,0 | Q     |
| 2       | Frank Murphy    | 3:46,2 | Q     |
| 3       | Jacky Boxberger | 3:47,1 |       |
| 4       | Edgard Salvé    | 3:48,9 |       |
| 5       | Ivan Kováč      | 2:48,9 |       |
| 6       | Najden Petrow   | 3:55,2 |       |

### Finał
Opracowano na podstawie materiału źródłowego.
| Miejsce | Zawodnik            | Czas   | Uwagi |
| ------- | ------------------- | ------ | ----- |
| 1       | Henryk Szordykowski | 3:41,4 | ,     |
| 2       | Wołodymyr Pantelej  | 3:41,5 | NR    |
| 3       | Gianni Del Buono    | 3:42,1 |       |
| 4       | Ulf Högberg         | 3:43,2 |       |
| 5       | Michaił Żełobowski  | 3:43,7 |       |
| 6       | Frank Murphy        | 3:44,3 |       |
| 7       | Walter Wilkinson    | 3:46,9 |       |
| 8       | Bram Wassenaar      | 3:48,1 |       |